# Kościoły protestanckie w Warszawie
Kościoły protestanckie w Warszawie – protestantyzm w Warszawie reprezentowany jest przez wiele protestanckich kościołów i innych związków wyznaniowych. Najwięcej wyznawców posiadają Kościół Ewangelicko-Augsburski, Kościół Zielonoświątkowy, Kościół Chrześcijan Baptystów i Kościół Adwentystów Dnia Siódmego. Na obszarze miasta znajduje się ok. 60 zborów. 

## Historia
Początki protestantyzmu w Warszawie sięgają XVI wieku. W tym czasie liczba protestantów w Warszawie rosła, ale nie mieli w mieście osobnej świątyni, jakie istniały m.in. w Krakowie, Lublinie czy Poznaniu. Na placu należącym do starostwa – prawdopodobnie w pobliżu teraźniejszej lokalizacji kościoła ewangelicko-augsburskiego Świętej Trójcy przy ul. Królewskiej – starosta i luteranin Jerzy Niemsta zgromadził materiały budowlane i w 1581 rozpoczął budowę. Dopiero jednak w XVIII wieku, w czasach Stanisława Augusta Poniatowskiego, kiedy rozpoczął się napływ kupców i rzemieślników z krajów niemieckich, którzy szybko asymilowali się w Polsce, król wyraził zgodę na budowę świątyni. Spośród trzech przedstawionych do zatwierdzenia wariantów architektonicznych wybrał projekt Szymona Zuga, który nie przewidywał wieży kościelnej. Prace budowlane postępowały szybko. Rozpoczęte wiosną 1777, już w trzy lata dobiegły końca. Siedem lat później, w dzień urodzin króla, nad głównym wejściem umieszczono kamienną tablicę pamiątkową z datami położenia kamienia węgielnego i poświęcenia świątyni. W maju 1825 w kościele ewangelicko-augsburskim Świętej Trójcy odbył się koncert 15-letniego Fryderyka Chopina, który zagrał na świeżo skonstruowanym choralionie.

## Współczesność

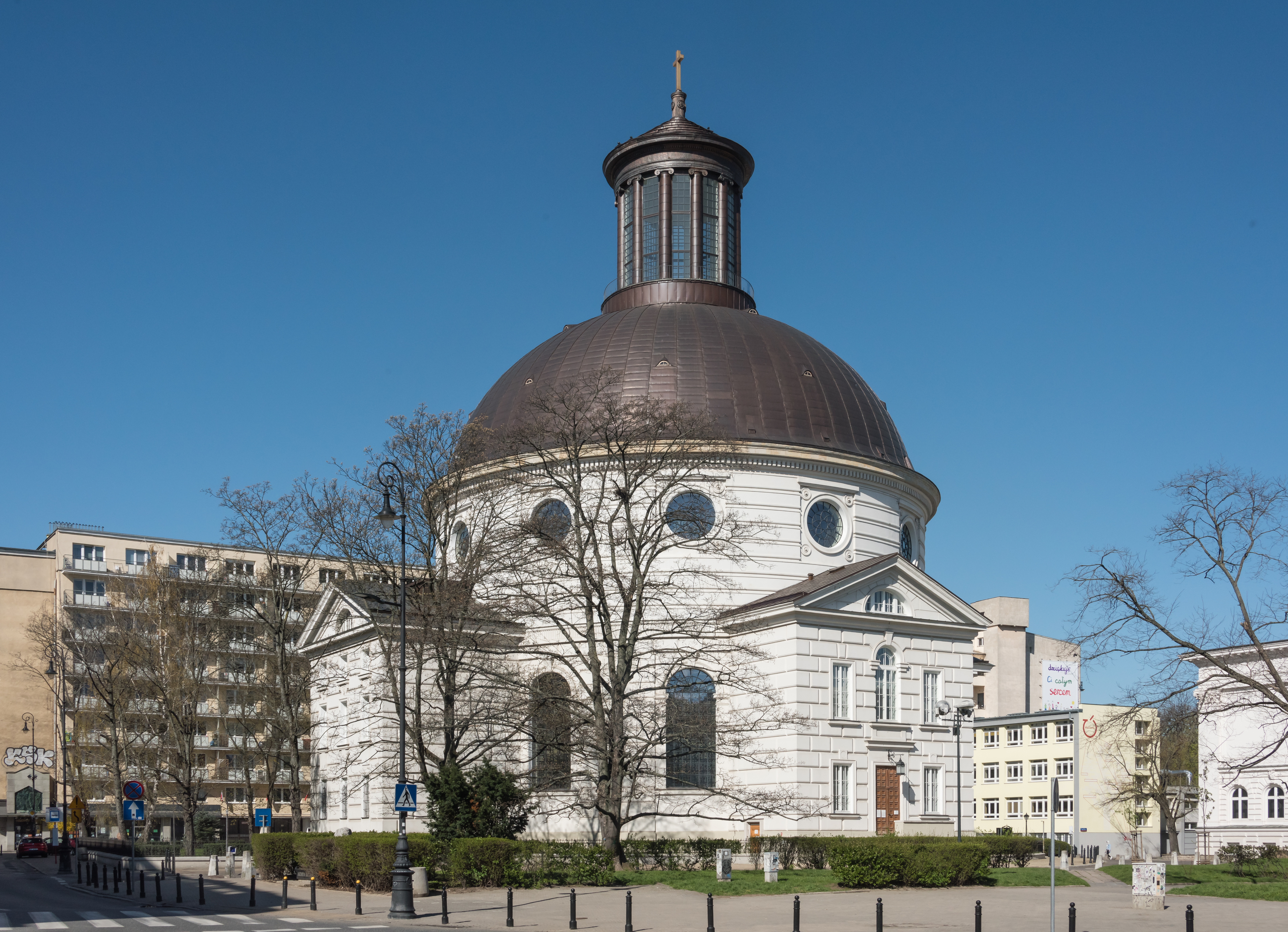
Kościół ewangelicko-augsburski Świętej Trójcy

### Luteranie
- Kościół Ewangelicko-Augsburski w RP:
  - Parafia Ewangelicko-Augsburska Świętej Trójcy w Warszawie[2]

ul. Kredytowa 4[2]
Proboszcz: ks. Piotr Gaś[2]
  - Parafia Ewangelicko-Augsburska Wniebowstąpienia Pańskiego w Warszawie[3]

ul. Puławska 2A[3]
Proboszcz: ks. dr Dariusz Chwastek[3]

### Kalwini

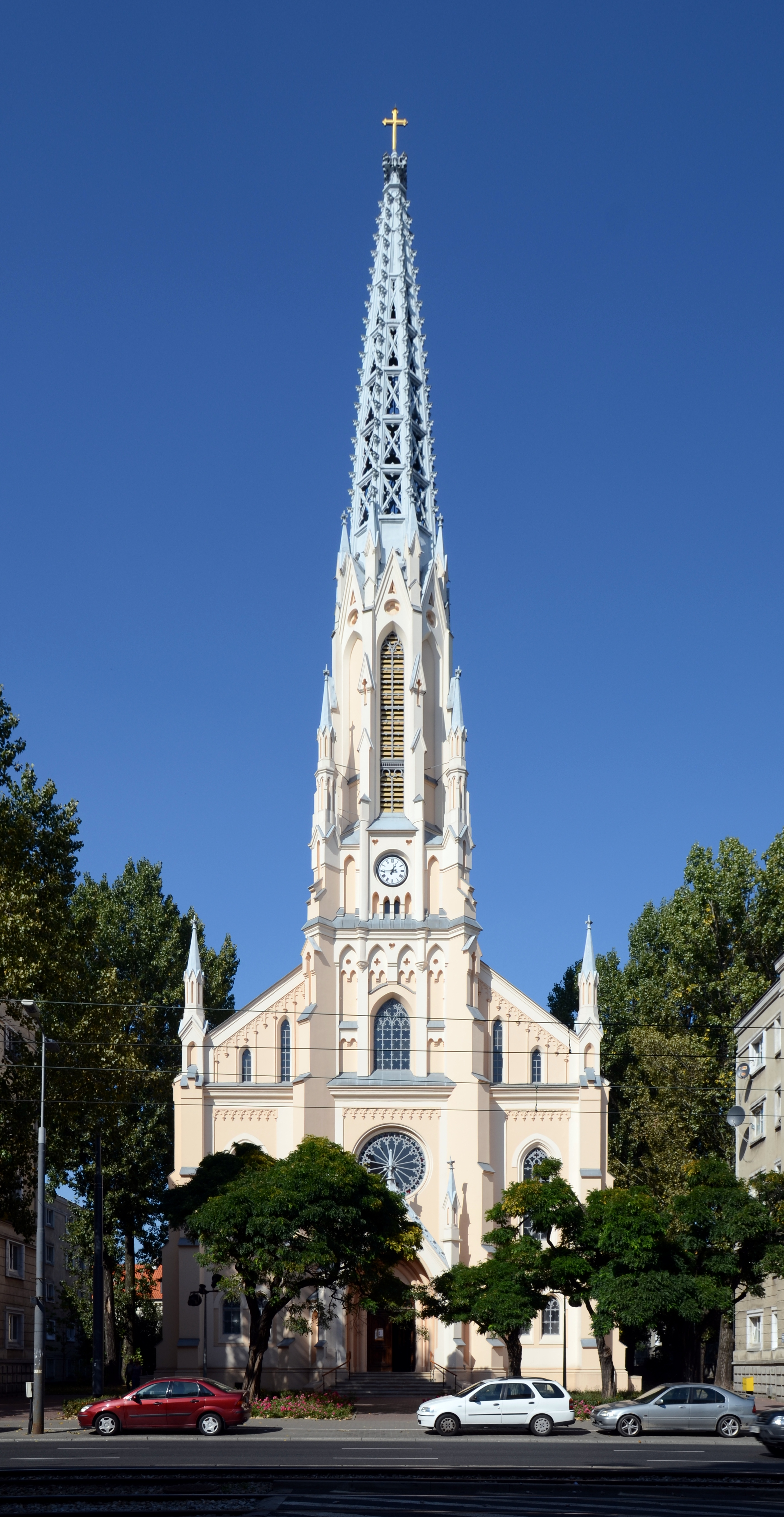
Kościół ewangelicko-reformowany

- Kościół Ewangelicko-Prezbiteriański w Polsce:
  - Parafia Ewangelicko-Prezbiteriańska Kościół Dobrego Pasterza w Warszawie[4]

ul. Białozora 3[4], nabożeństwa odbywają się w kościele ewangelicko-reformowanym przy Alei Solidarności 74[5]
Pastor:  Moner Shaded[6]
  - Parafia Ewangelicko-Prezbiteriańska Odkupiciela w Warszawie[7]

ul. Grochowska 12B[7]
- Kościół Ewangelicko-Reformowany w RP:
  - Parafia Ewangelicko-Reformowana w Warszawie[8]

Al. Solidarności 76A[8]
Proboszcz: ks. Michał Jabłoński[8]
- Kościół Prezbiteriański:
  - Kościół Koreański w Warszawie[9]

ul. Farbiarska 63D[9]
Pastor Przełożony: Hunjong Kim[10]
- Litewski Kościół Ewangelicko-Reformowany:
  - Parafia Warszawska Litewskiego Kościoła Ewangelicko-Reformowanego (Zbór Warszawski Jednoty Litewskiej)[11]

ul. Skoroszewska 1B (Biuro Coworkingowe „wPunkt”)[11]
Pastor nauczający: ks. Tomasz Pieczko (duchowny Kościoła Ewangelicko-Reformowanego w RP)[11]

### Metodyści

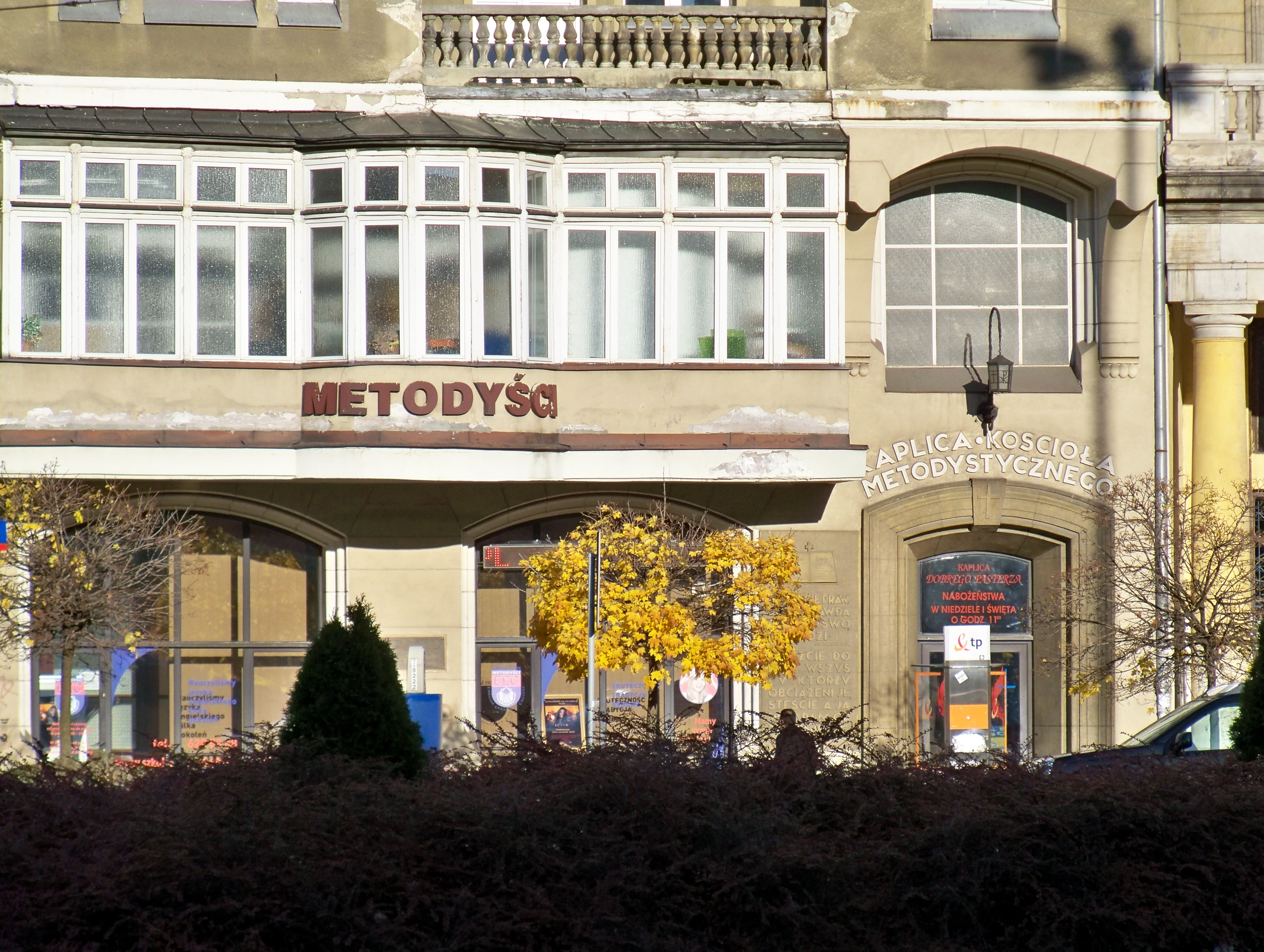
Kaplica metodystów

- Kościół Ewangelicko-Metodystyczny w RP:
  - Parafia Ewangelicko-Metodystyczna Dobrego Pasterza w Warszawie[12]

ul. Mokotowska 12[12]
Pastor: ks. Wojciech Ostrowski[12]

### Baptyści
- Biblijny Kościół Baptystyczny:

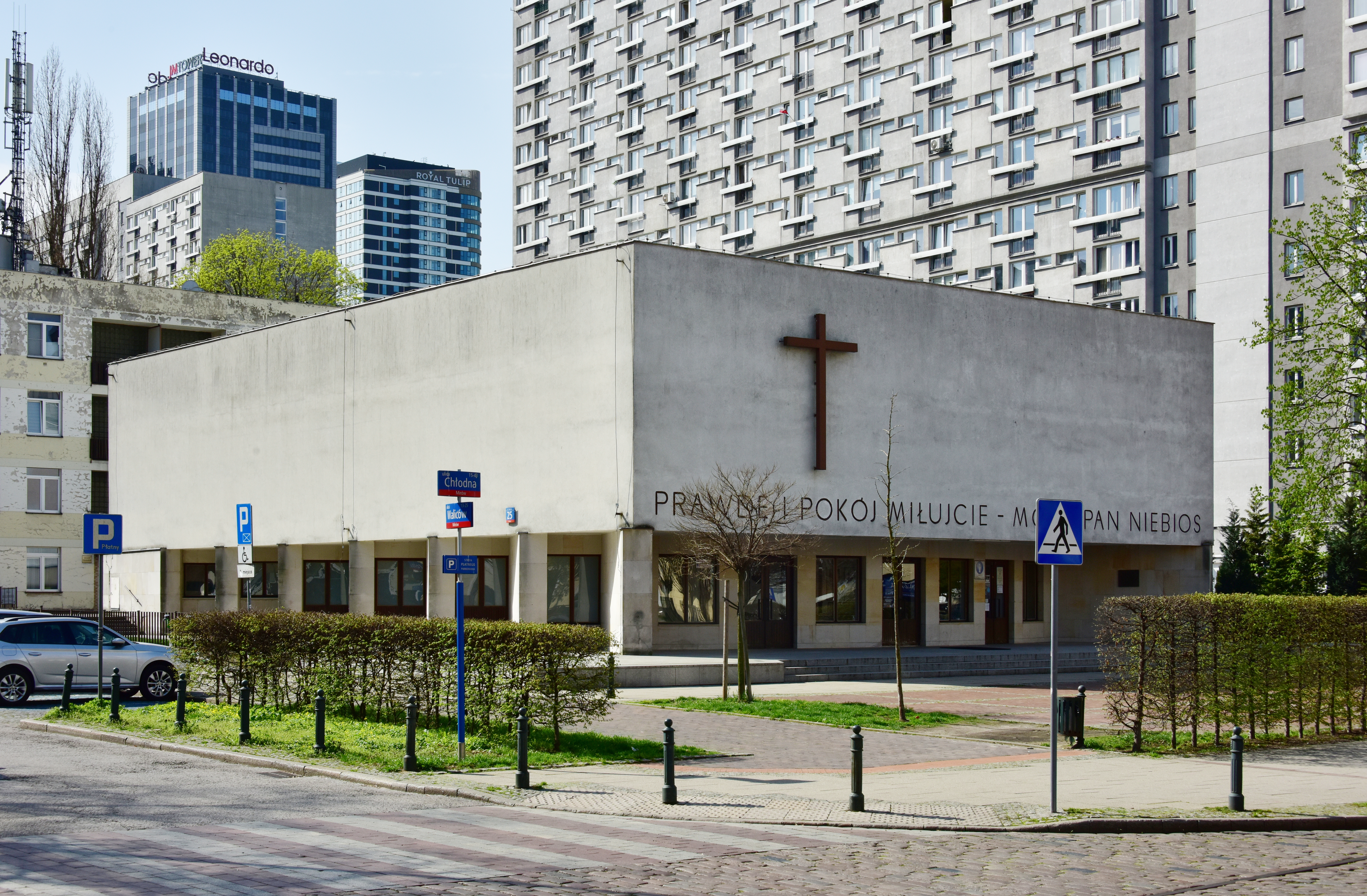
Kaplica I Zboru Kościoła Chrześcijan Baptystów

  - Zbór Biblijnego Kościoła Baptystycznego w Warszawie-Aninie[13]

ul. Szpotańskiego 22[14]
Pastor zboru: Artur Jargieło[15]
- Ewangeliczny Kościół Baptystyczny (Gospel Baptist Church):
ul. Grochowska 324/8[16]
Pastor zboru: Paul Sock[16]
- Kościół Chrześcijan Baptystów w RP:
  - I Zbór Kościoła Chrześcijan Baptystów w Warszawie[17]

ul. Waliców 25[17]
Pastor zboru: prezbiter Jan Osiecki[17]
  - II Zbór Kościoła Chrześcijan Baptystów „Blisko Boga” w Warszawie[17]

ul. Lęborska 8/10 lok. 1[17]
Przewodniczący Rady Zboru: Janusz Sylwestrowicz[17]
  - Zbór Kościoła Chrześcijan Baptystów „Wspólnota Radość” w Warszawie[17]

ul. Szczytnowska 35–39[17]
Pastor zboru: prezbiter Mateusz Wichary[17]
  - Zbór Ukraiński Kościoła Chrześcijan Baptystów[17]

ul. Grzybowska 32[17][18]
Pastor zboru: Mykhaylo Baloha[17]
  - Zbór w Warszawie „Zbawienie”[17]

ul. Mińska 48/U4[17]
P.o. pastora: Aleksiej Nieroda, Siergiej Kowalczuk[19]
  - Placówka w Warszawie Zboru Chińskiego (dialekt mandaryński) w Wólce Kosowskiej[17]

ul. Waliców 25 (budynek administracyjny)[17]
  - Kościół „Boża Łaska”[20][21]

ul. Lęborska 8/10[21]
Pastor: Joseph Sheremet

### Pentekostalizm

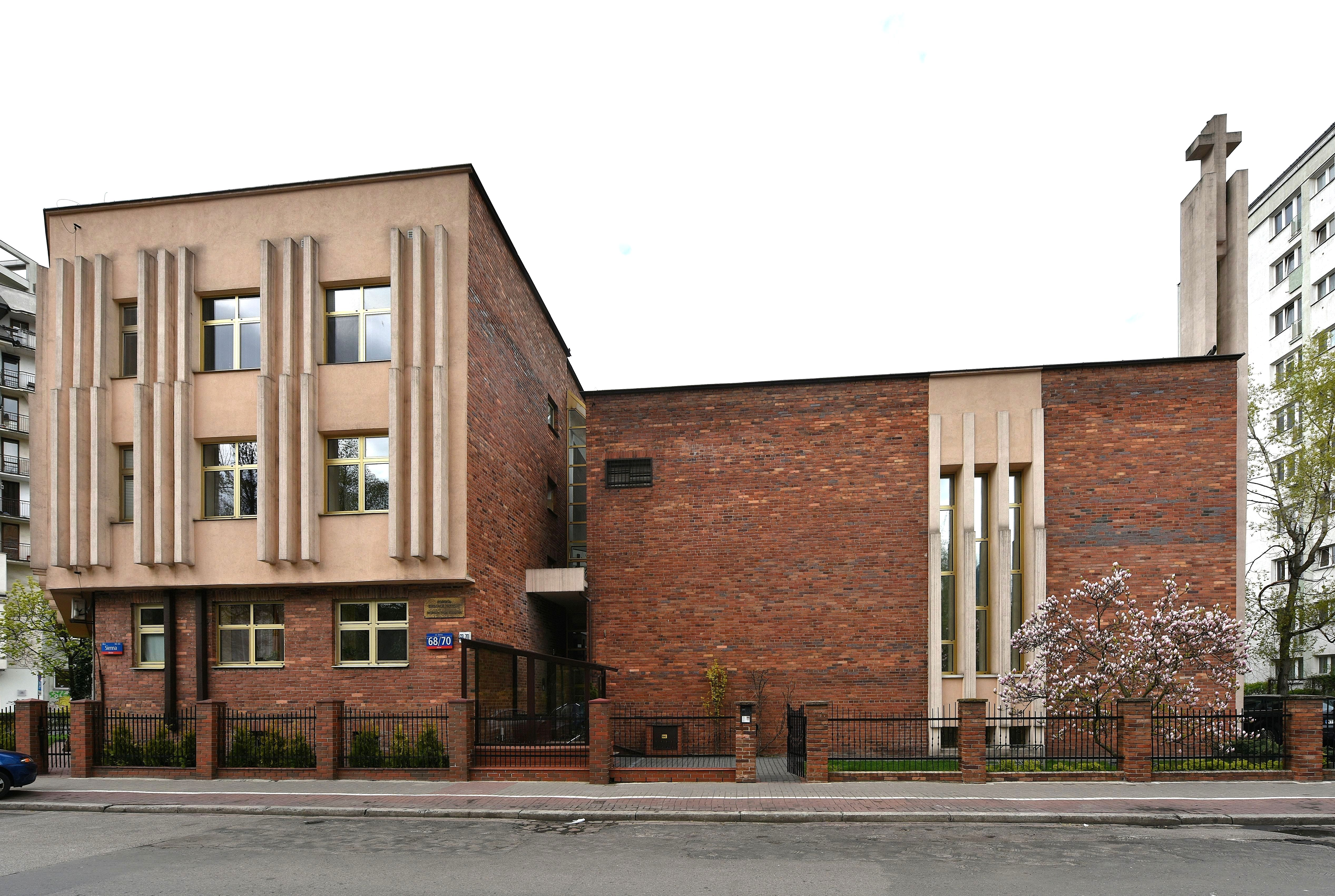
Budynek Zboru Stołecznego Kościoła Zielonoświątkowego

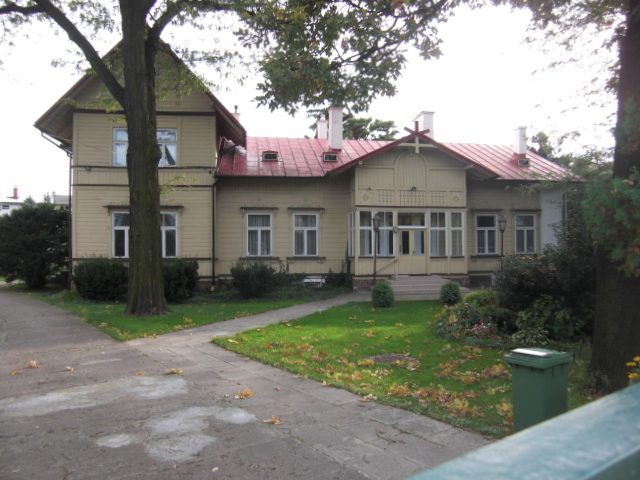
Siedziba Zboru Kościoła Zielonoświątkowego „Chrześcijańska Wspólnota Ewangelii” (Warszawa-Wola)

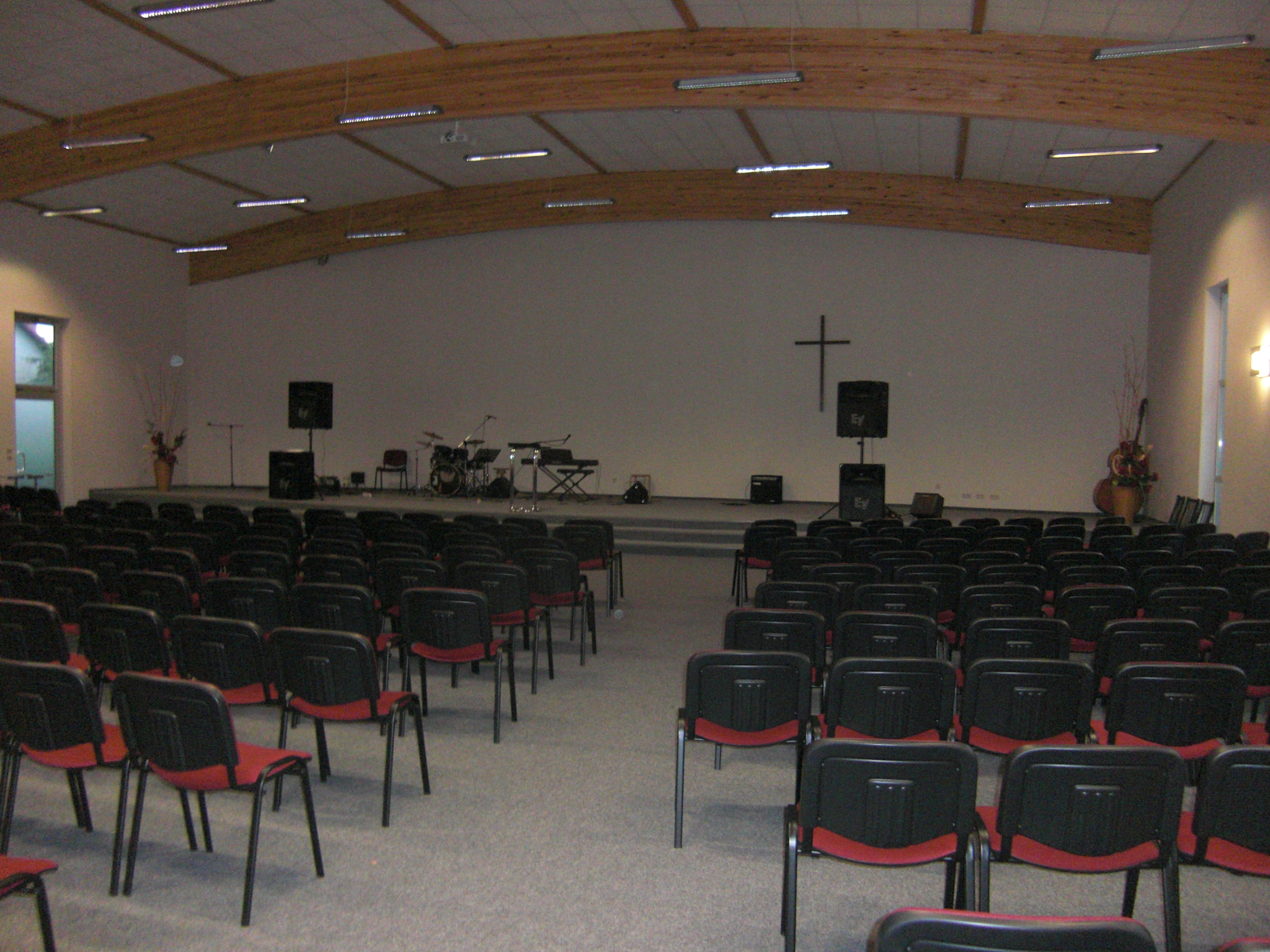
Sala nabożeństw zboru Kościoła Zielonoświątkowego „Kościół na Zaciszu” oraz zboru Kościoła Chrześcijan Wiary Ewangelicznej „Spichlerz”

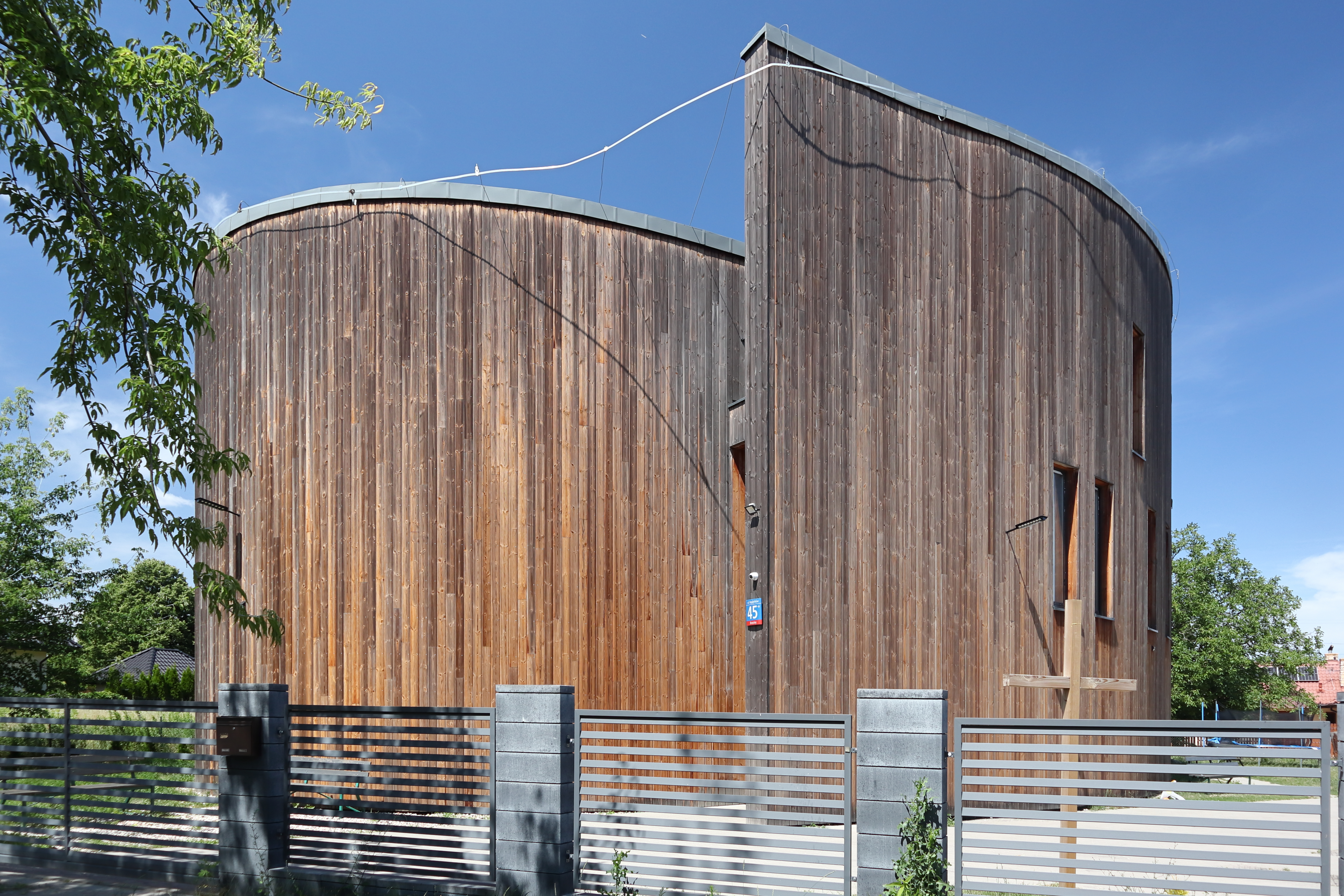
Kościół Wspólnoty Odkupionych Chrześcijan przy ul. Kopijników (Kościół Boży w Chrystusie)

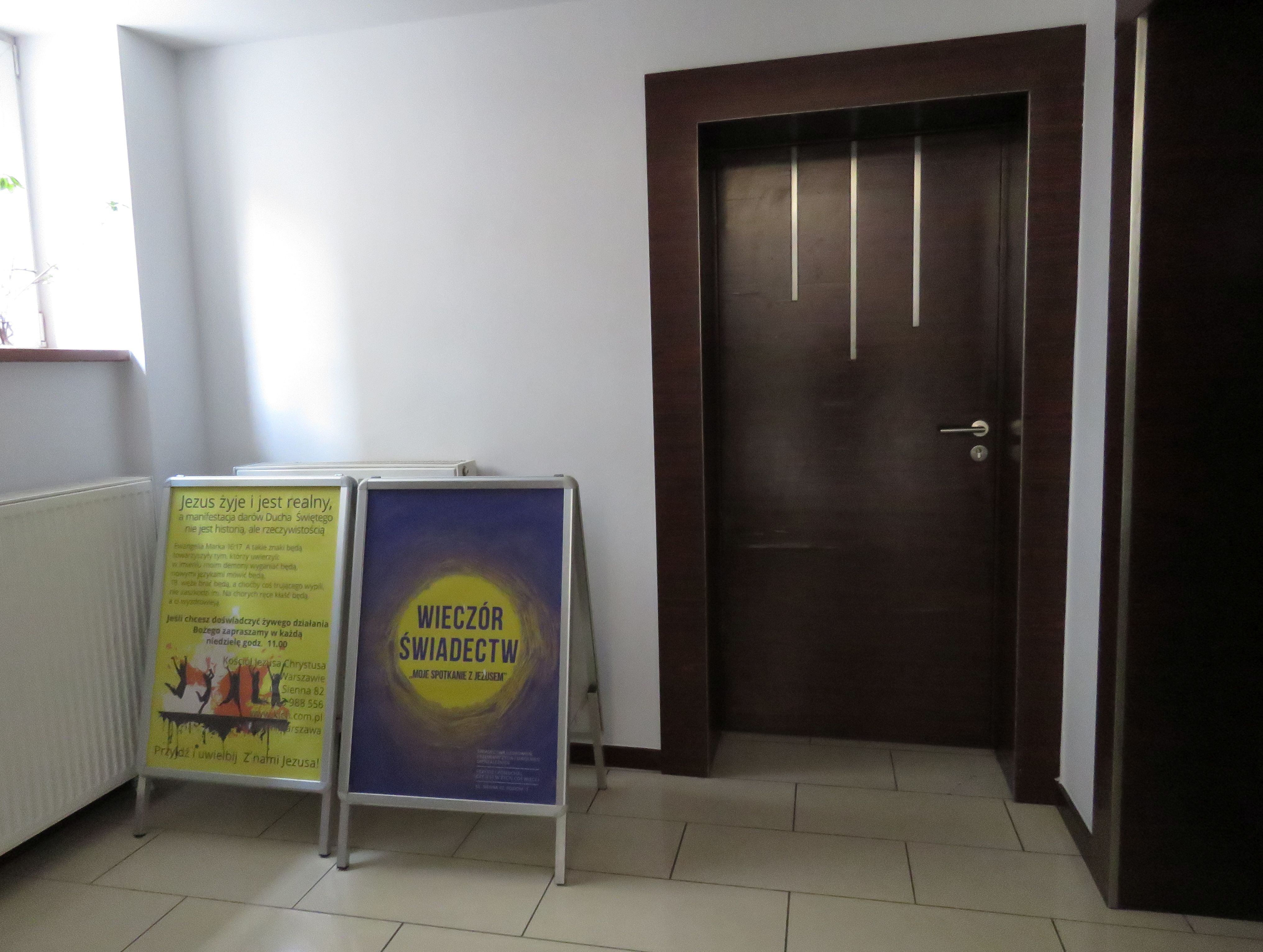
Wejście do Kościoła Jezusa Chrystusa w Warszawie (Kościół Boży w Polsce)

- Centrum Biblijne „Jezus Jest Panem”[22]
- Chrześcijańska Wspólnota Zielonoświątkowa:
  - Zbór w Warszawie[23]

ul. Przyce 21[23]
Pastor: Tomasz Smykowski[23]
- City Church Warsaw[24]:
ul. Zielna 37[24]
Pastor: Scott Curley[24]
- Kościół Boży w Chrystusie:
  - Centrum Uwielbienia „Pentecost”[25]

Pastor: Leslie Appiah[25]
  - Chrześcijański Kościół Reformacyjny[26]

Pastor: Oleksandr Bilyak[26]
  - HOM Church

Pastor: Dawid Niemiec[25]
  - Kościół „Droga”[25]

ul. Dereniowa 6 (Fundacja Zwycięskie Życie)[25]
Pastor: Marek Ciesiółka[25]
  - Kościół Ducha Świętego[25]

ul. Człuchowska 68A[25]
Pastor: Marcin Suszyński[25]
  - Kościół Boże Oblicze[25]

Pastor: James Ezeh[25]
  - Kościół Genesis[25]

ul. Borowskiego 2 (City Hall)[25]
Pastor: Paweł Bukała[25]
  - Kościół Miłości Bożej[25]

ul. Białostocka 22[25]
Pastor: Vitali Arkhipau[25]
  - Społeczność „Formacja Transformacja”[25]

Pastor: Agata Wantulok[25]
  - Warszawski Kościół Misyjny[26]

Pastor: Siergiej Krawczenko[26]
  - Wspólnota Ambasady Chrystusa[25]

ul. Erazma Ciołka 35[25]
Pastor: Ben Iroko[25]
  - Wspólnota „Dom Jezusa”[25]

Pastor: Victoria Okuneye[25]
  - Wspólnoty Misji Apostolskiej[25]

Pastor: Makanakaishe Dihwa[25]
  - Wspólnota Odkupionych Chrześcijan[25]

ul. Żurawia 47[25]
Pastor: Zion Okuneye[25]
  - Zbór „Dom Boży”[25]

ul. Białostocka 22[25]
Pastor: Rafał Zabłocki[25]
  - Zbór „Praga dla Chrystusa”[25]

ul. Markowska 7[25]
Pastor: Andrzej Bralewski[25]
- Kościół Boży w Polsce:
  - Arabski Kościół Nazarejczyka[27]

ul. Józefa Bellottiego 5/60[27]
Pastor: Rafael Habib[27]
  - Kościół Chrześcijański River[27]

Aleje Jerozolimskie 81[27]
Pastor: Jerzy Piotrowski[27]
  - Kościół Jezusa Chrystusa[27]

Plac Żelaznej Bramy 10[27]
Pastorzy: Marek Sawicki, Dorota Sawicka[27]
  - Społeczność „Prawda Ewangelii”[28]

ul. Kopernika 30 (sala 103)[28]
- Kościół Chrześcijan Pełnej Ewangelii „Obóz Boży”:
  - Kościół Mocy w Warszawie[29]

ul. Dzierżoniowska 11[30]
Pastorzy (Apostołowie): Artur Ceroński, Agata Cerońska, Michał Korgol[29]
- Kościół Chrześcijan Wiary Ewangelicznej:
  - Kościół Chrześcijan Wiary Ewangelicznej „Zwycięstwo”[31]

ul. Nowoursynowska 154A[31]
Pastor: Andrzej Sobol[31]
  - Kościół Ewangeliczny Zgromadzenia Bożego w Warszawie[32]

ul. Wojnicka 2[32]
Pastor: Antero Kaczan[32]
  - Zbór Kościoła Chrześcijan Wiary Ewangelicznej w Warszawie[32]

ul. Edisona 2 (Centrum Konferencyjno-Szkoleniowe „CS Natura”)[32]
Pastor: Wojciech Leszczyński[32]
  - Zbór „Spichlerz”[32]

ul. Wyborna 20[32]
Pastor: Andrzej Stepanow[32]
  - Żydowska Mesjańska Wspólnota – Shalom w Warszawie[32]

ul. Długa 29 (Hotel Metalowców)[32]
Pastor: Paweł Tarnopolski[32]
- Kościół Chrześcijański „Miasto Świętych”[33]
ul. Łojewska 3
Pastor: Serhij Panasenko[33]
- Kościół Chrześcijański „Wieczernik”:
  - Wspólnota „Namiot Dawida”[34]

Aleja KEN 36, lok. 33 (Galeria Ursynów)[35]
Pastor: Edward Ćwierz[34]
- Kościół Chwały:
  - Kościół Chwały w Warszawie[36]

ul. Skibicka 5[36]
Główni pastorzy: Marcin Podżorski, Urszula Podżorska[37]
- Kościół Ewangeliczny „Logos”[38]
ul. Goździków 29/31[38]
Pastor: Karen Isoian[39]
- Kościół „New Generation”[40]
ul. Tadeusza Czackiego 3/5[40]
Pastor: Anton Tyschcenko[40]
- Kościół „Słowo Wiary”:
  - Kościół „Słowo Wiary” w Warszawie[41]

ul. Wyborna 20[41]
Starszy pastor: Oleksandr Demianenko[42]
- Kościół Zielonoświątkowy w RP:
  - Chrześcijańska Wspólnota Ewangelii (Zbór Warszawa-Wola)[43]

ul. Połczyńska 59[43]
  - Zbór „Drabina Jakuba”[43]

ul. Sokołowska 9/13[43]
  - Zbór „Kościół Dla Warszawy”[43]

ul. Goździków 29/31[43]
Pastor zboru: Michał Siczek[44]
  - Zbór „Kościół Dom”[43]

ul. Gotarda 16[43]
Pastorzy zboru: Szymon Kruba, Magda Kruba[45]
  - Zbór „Kościół Echo Warszawa”[46]

Echo Sfera, Plac Konesera 5 („Gama Concept”)[46][47]
Pastorzy zboru: Aleksander i Weronika Włodkowscy[47][48]
  - Zbór „Kościół na Zaciszu”[43]

ul. Wyborna 20[43]
Pastor zboru: Jan Troc[49]
  - Zbór „Nowe Życie”[43]

ul. Kołowa 20[43]
Pastor zboru: prezbiter Włodzimierz Rudnicki[50]
  - Zbór „Skinia” (Русскоязычная Христианская Церковь «СКИНИЯ» в Варшаве)[43][51]

ul. Kopijników 67B[43][51]
Pastor zboru: Wiktor Shchukin[51]
  - Zbór „Słowo Życia”[52]

ul. Naddnieprzańska 7[52]
Pastor: Paweł Pyra[52]
  - Zbór Stołeczny[43]

ul. Sienna 68/70[43]
Pastor zboru: prezbiter Arkadiusz Kuczyński[53]
- Nations Of Fire Church[54]
ul. Zawodzie 24[54]
Główny Pastor: Jakub Kamiński, Sara Diaz Kamińska[54]
- Zoe Church[55]:
  - Zoe Warsaw[55]

ul. Złota 7/9 (Klub Hybrydy)[55]
Pastorzy: Szymon Kmiecik, Kinga Kmiecik[56]

### Kościoły Chrystusowe
- Kościół Chrystusowy w RP:

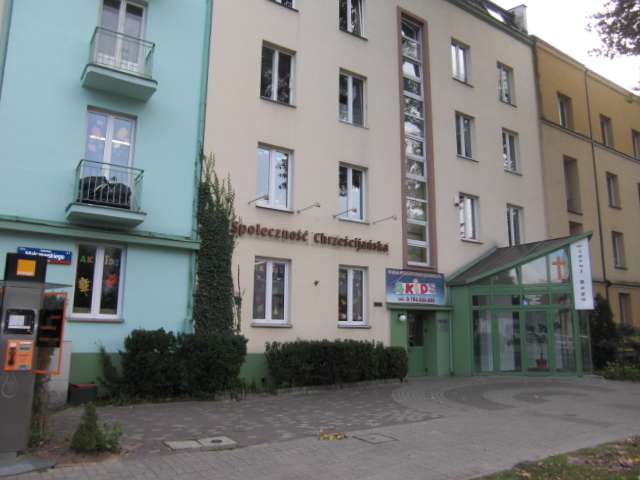
Siedziba Społeczności Chrześcijańskiej „Puławska”

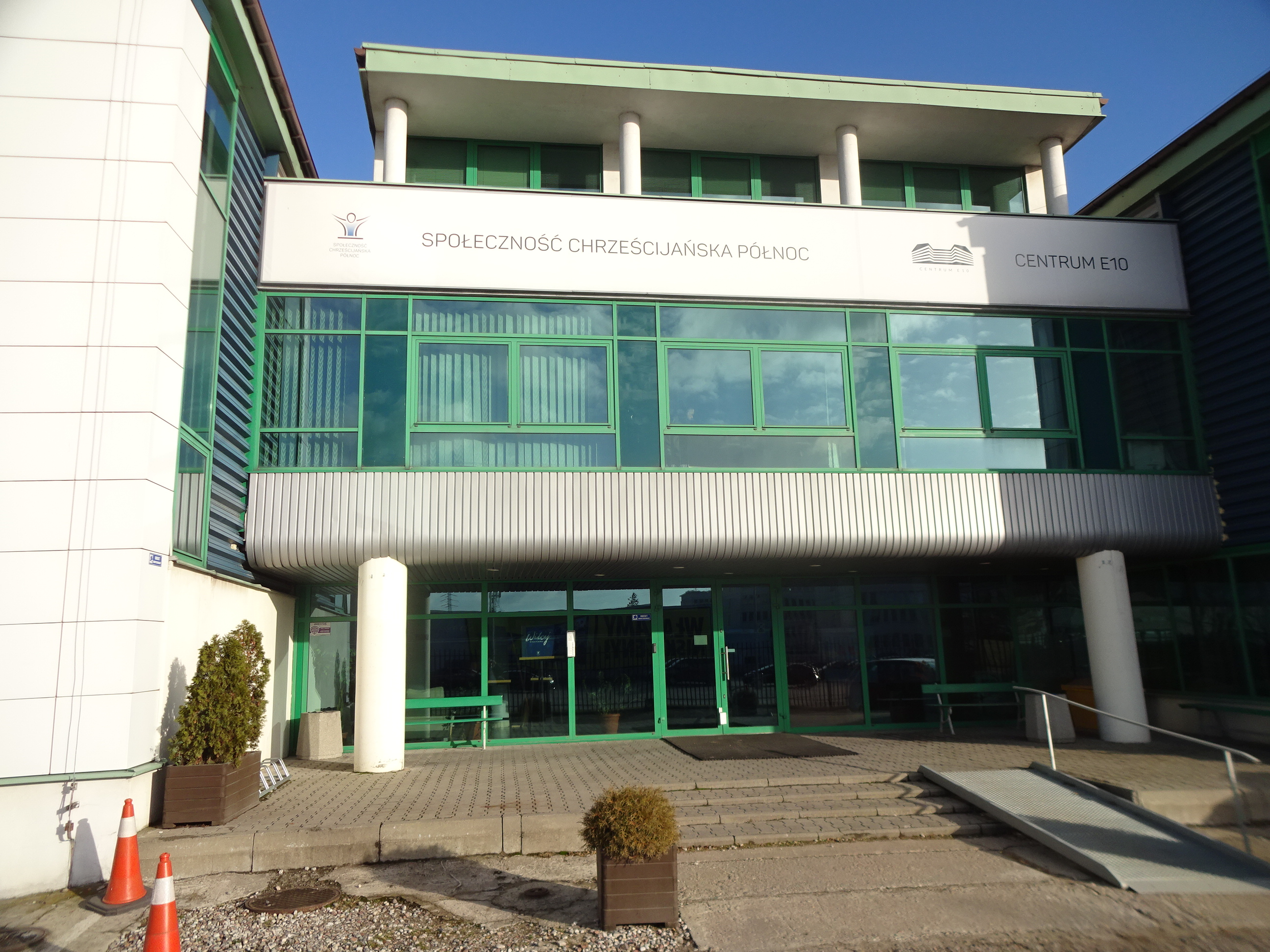
Siedziba Społeczności Chrześcijańskiej „Północ”

  - Kościół Chrystusowy „International Christian Fellowship” w Warszawie[57]

ul. Puławska 326[57]
Pastor przełożony: Scott Parmenter[57]
  - Kościół Chrystusowy „Grace Church” w Warszawie[57]

ul. Księcia Józefa Poniatowskiego 1 (Stadion Narodowy)[57]
Pastor przełożony: Sergii Khodakovskyi[57]
  - Kościół Chrystusowy „Life Church” w Warszawie[57]

ul. Racławicka 10[58]
Pastor przełożony: Maciej Liziniewicz[57]
  - Społeczność Chrześcijańska „Boży Pokój” w Warszawie[57]

ul. Poloneza 87 (Arche Hotel Poloneza)[57]
p.o. Pastora Przełożonego: Peter Choi[57]
  - Społeczność Chrześcijańska „HIS Church” w Warszawie[57]

ul. Tadeusza Borowskiego 2[57]
Pastor przełożony: Viacheslav Levandovskyi[57]
  - Społeczność Chrześcijańska „Kingdom Life” w Warszawie[57]

ul. Elektronowa 10[57]
p.o. Pastora Przełożonego: Chidera Precious Anoshiri[57]
  - Społeczność Chrześcijańska „Puławska”[57]

ul. Puławska 114[57]
Pastor przełożony: Zbigniew Tarkowski[57]
  - Społeczność Chrześcijańska „Północ”[57]

ul. Elektronowa 10[57]
Pastor przełożony: Damian Szafranek[59][60]
  - Społeczność Chrześcijańska „Południe”[57]

ul. Mińska 65[57]
Pastor przełożony: Marek Sobotka[57]
  - Społeczność Chrześcijańska „Wilanów”[57]

ul. Potułkały 15[61]
Pastor przełożony: Nathan Berry[57]
  - Społeczność Chrześcijańska „Zachód”[57]

ul. Powstańców Śląskich 126 (Galeria Bemowo)[62]
Pastor przełożony: Adam Duliński[57]
- Warszawski Kościół Chrystusowy[22]

ul. Czardasza 21a
- Zrzeszenie Kościołów Chrystusowych w RP:
  - Zbór Zrzeszenia Kościołów Chrystusowych w Warszawie[63]

ul. Sieczna 43/13, nabożeństwa odbywają się przy ul. Kopernika 30, pokój 14/14A (KZRS Samopomoc Chłopska)[64]

### Adwentyści

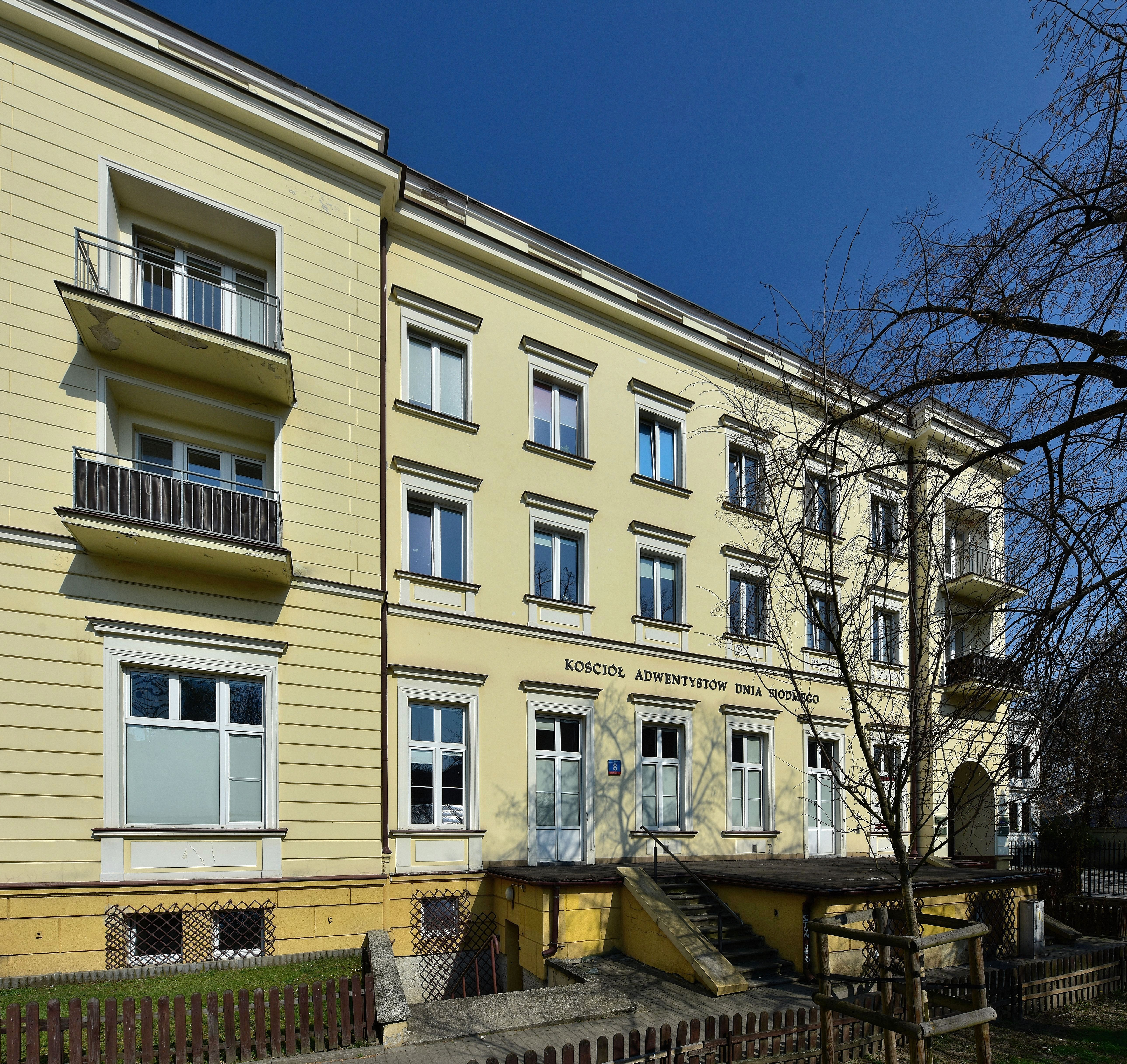
Siedziba Zboru Warszawa-Centrum oraz Zboru Międzynarodowego Kościoła Adwentystów Dnia Siódmego

- Kościół Adwentystów Dnia Siódmego w RP:
  - Zbór Międzynarodowy[65]

ul. Foksal 8[65]
Pastor zboru: Mikołaj Krzyżanowski[65]
  - Zbór Warszawa-Centrum[65]

ul. Foksal 8[65]
Pastor zboru: Mariusz Maikowski[65]
  - Zbór Warszawa-Ursynów[65]

ul. Nowoursynowska 154a, sala 7[65]
Pastor zboru: Mikołaj Krzyżanowski[65]
  - Zbór Warszawa-Żoliborz[65]

ul. Marymoncka 34 (AWF bud. 3D)[65]
Pastor zboru: Zdzisław Ples[65]

### Bracia plymuccy
- Kościół Wolnych Chrześcijan w RP:
  - Zbór Warszawa Kurpiowska[66]

ul. Kurpiowska 5[66]
Przełożony zboru: Paweł Ratz[66]
  - Zbór Warszawa Ursus[66]

ul. Opieńskiego 14[66]
Przełożony zboru: Leszek Nowicki[66]
- Stowarzyszenie Zborów Chrześcijan w RP:
  - Zbór Stowarzyszenia Zborów Chrześcijan w Warszawie[67][68]

ul. Ogrodowa 37 lok. 33[68]

### Anglikanie
- Kościół Anglikański w Polsce:

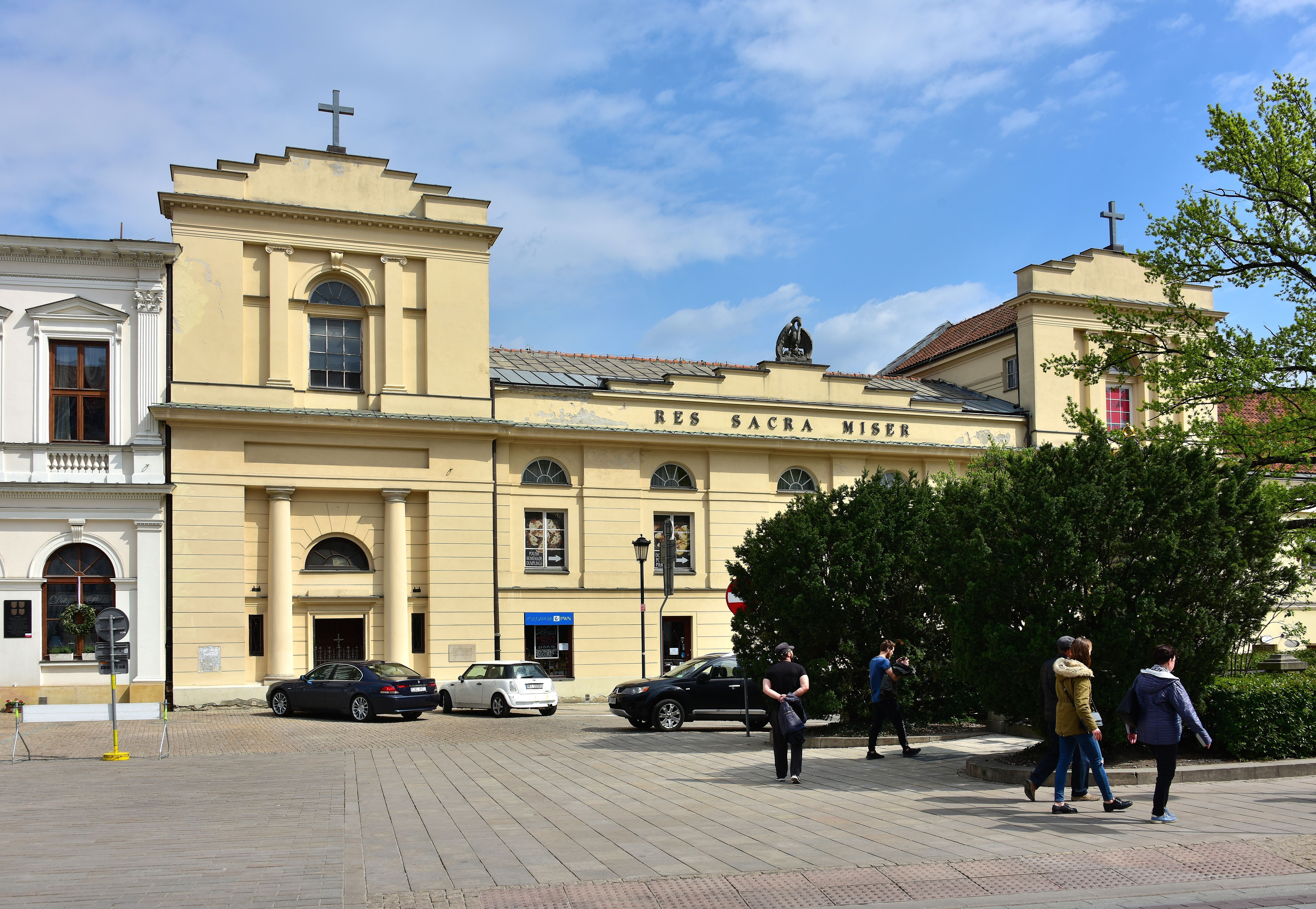
Kościół Res Sacra Miser, gdzie prowadzone są nabożeństwa Kościoła Anglikańskiego

  - Kapelania warszawska (parafia św. Emmanuela)[69]

ul. Dorotowska 7/5, nabożeństwa odbywają się tymczasowo w kościele ewangelicko-reformowanym przy Alei Solidarności 76A[69] (zwykłym miejscem nabożeństw parafii pozostaje kościół Res Sacra Miser[70])
Kapelan: Robert Gamble[69]

### Kwakrzy
- Religijne Towarzystwo Przyjaciół w Polsce:
  - Wspólnota Religijnego Towarzystwa Przyjaciół w Warszawie[71]

### Inne ewangelikalne

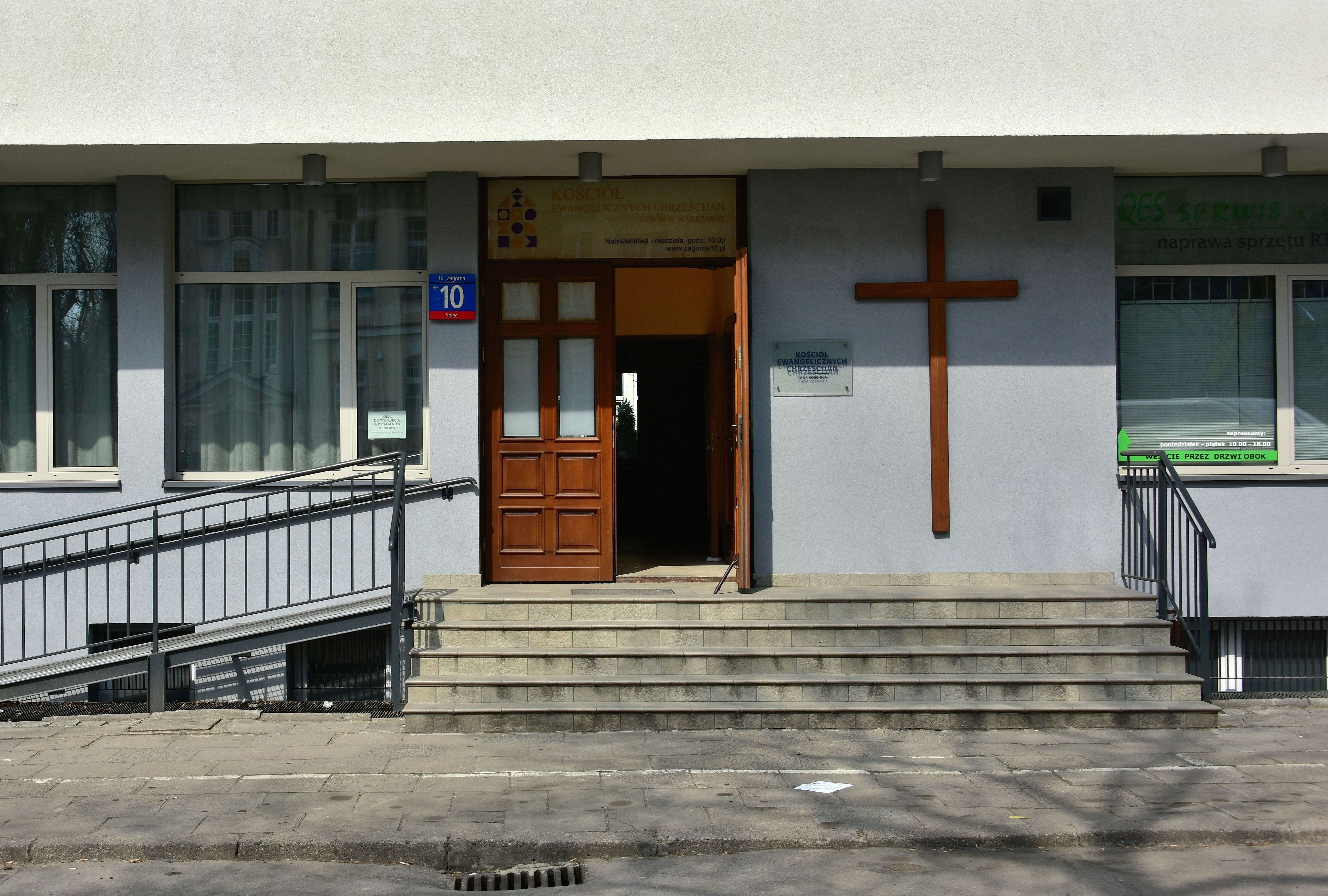
Kaplica I Zboru Kościoła Ewangelicznych Chrześcijan

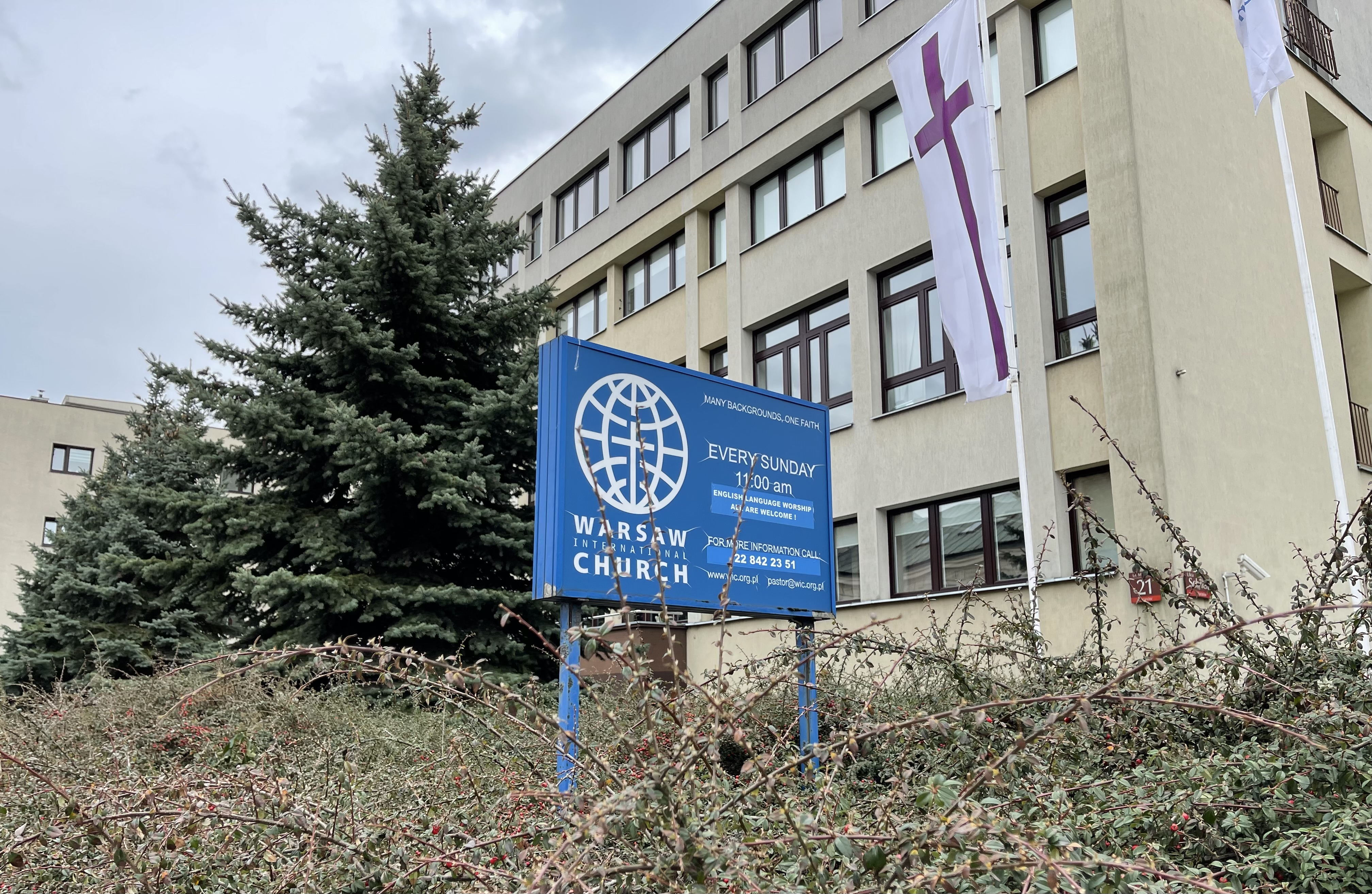
Centrum Luterańskie, gdzie odbywają się nabożeństwa Warszawskiego Kościoła Międzynarodowego

- Armia Zbawienia:
  - Korpus Praga-Północ[72]

ul. Ząbkowska 23/25 lok. 9 (wejście od ul. Markowskiej)[72]
Przełożeni zboru: por. Dominika Domańska, kap. Oleg Samoilenko[72]
- Kościół Chrześcijański „Otwarte Drzwi”[73]
Pastor: Joannes Wilhelmus Marie van Dam[73]
- Chrześcijańska Wspólnota Braterska:
  - Zbór Chrześcijańskiej Wspólnoty Braterskiej w Warszawie[74]
- Chrześcijańska Wspólnota Ewangeliczna:
  - Chrześcijańska Wspólnota Ewangeliczna „Światłość” w Warszawie (placówka zboru Chrześcijańskiej Wspólnoty Ewangelicznej w Bielsku-Białej)[75]

ul. Dźwigowa 43[75]
- Ewangeliczny Kościół Chrześcijański:
  - parafia w Warszawie[76]
- Kościół „Ekklesia” w Warszawie[73]
- Kościół Ewangeliczny „Misja Łaski”:
  - Kościół Ewangeliczny „Misja Łaski” w Warszawie[77]

ul. Okocimska 3[77]
Pastorzy: Maciej Knechciak, Renata Knechciak[77]
- Kościół Ewangelicznych Chrześcijan w RP:
  - I Zbór Kościoła Ewangelicznych Chrześcijan w Warszawie[78]

ul. Zagórna 10[78]
Pastor: Sławomir Foks[78]
- Mesjańskie Zbory Boże (Dnia Siódmego):
  - Wspólnota Mesjańska w Warszawie[79]

ul. Zakopiańska 30[79]
Przełożony zboru: Rafał Kowalewski[79]
- Międzynarodowy Kościół Chrześcijański (International Christian Church, ICC)[80]:
  - Warszawski Międzynarodowy Kościół Chrześcijański[80]

ul. Władysława Skoczylasa 10/12[81]
Pastor: Tomáš Takács[82]
- Praska Społeczność Ewangeliczna[83]

ul. Stanisławowska 14
Pastor zboru: Paweł Jarosz
- Warszawski Kościół Międzynarodowy[84]

ul. Miodowa 21B (Centrum Luterańskie w Warszawie)
Pastor: Harry Irrgang
- Zbór Ewangeliczny „Betel” w Warszawie[73]
- Związek Wyznaniowy „Polska Chrześcijańska Służba”[73][86]